# Lední hokej na Zimních olympijských hrách 1924

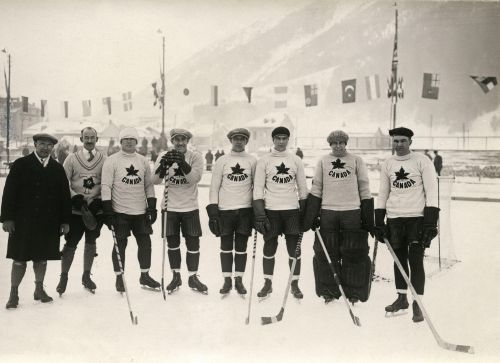
Kanadu reprezentoval klub Toronto Granites

Hokejový turnaj v rámci Zimních olympijských her 1924 se konal od 28. ledna do 3. února na Olympijském stadioně v Chamonix-Mont-Blanc ve Francii zároveň také jako druhé mistrovství světa v ledním hokeji. Turnaje se zúčastnilo osm mužstev, která byla rozdělena do dvou skupin. Z obou postupovaly první dva celky do finálové skupiny. Olympijské vítězství a mistrovský titul si připsali hráči Toronto Granites, kteří zde vystupovali jako Kanadská hokejová reprezentace. Poprvé se hrálo 3×20 minut.

## Průběh
V době konání turnaje ještě nikdo nevěděl, že jde o první zimní olympijské hry, protože byl pouze součástí Týdne zimních sportů. Jeho význam ovšem nikdo nezpochybňoval, protože po čtyřech letech znovu do Evropy přijela obě zámořská mužstva. Kanaďané a Američané byli nasazeni do odlišných skupin a dokonale je ovládli. Nedostali žádný gól a soupeře poráželi dvoucifernými rozdíly.
Československé národní hokejové mužstvo nepřicestovalo v nejsilnější sestavě z důvodu rozštěpení domácího hokejového svazu. Na úvod utrpělo nejtěžší porážku ve své historii, když dostalo od Kanady dvojnásobný počet gólů ve srovnání s turnajem před čtyřmi roky. Českoslovenští hráči byli již dosti staří a proti v rychlosti kombinujícím Kanaďanům nenašli protihru. Zápas nedohrál Šroubek a k dalším dvěma přicestoval dodatečně Palouš. Mužstvo však nezvládlo ani klíčový zápas se Švédy a závěrečná výhra nad Švýcary už postup do finálové skupiny zachránit nemohla. Československý tým poprvé odjel z mezinárodního mistrovského turnaje, aniž by skončil v konečném pořadí mezi prvními třemi celky.
Ve druhé skupině se nezdařil postup domácím Francouzům a s USA do finálové skupiny pronikli tedy Britové. Britští hokejisté vybojovali v závěrečném zápase se Švédy bronzové medaile po nejtěsnějším výsledku turnaje. V té době již bylo rozhodnuto o zlatu pro Kanaďany, kteří se dokázali vypořádat i s velmi tvrdou hrou Američanů. Žádný zápas turnaje neskončil remízou.

## Výsledky a tabulky

### Skupina A
|    |           | CAN  | SWE     | TCH            | SUI       | V | R | P | Skóre | B |
| 1. | Kanada    |      | 22:0    | 30:0           | 33:0      | 3 | 0 | 0 | 85:0  | 6 |
| 2. | Švédsko   | 0:22 | Švédsko | 9:3            | 9:0       | 2 | 0 | 1 | 18:25 | 4 |
| 3. | ČSR       | 0:30 | 3:9     | Československo | 11:2      | 1 | 0 | 2 | 14:41 | 2 |
| 4. | Švýcarsko | 0:33 | 0:9     | 2:11           | Švýcarsko | 0 | 0 | 3 | 2:53  | 0 |

 Švédsko –  Švýcarsko 9:0 (3:0, 3:0, 3:0)
28. ledna 1924 (10:30) – Chamonix (Stade Olympique)

Branky a nahrávky Švédska: 1:0 G. Johansson, 2:0 Molander (Holmqvist), 3:0 G. Johansson (Burman), 4:0 Burman, 5:0 Holmqvist, 6:0 Holmqvist (Molander), 7:0 G. Johansson (Burman), 8:0 Molander, 9:0 Holmqvist.

Rozhodčí: William Hewitt (CAN)	
Švédsko: Einar Olsson – Gustaf Johansson, Birger Holmqvist – Erik Burman, Nils Molander, Wilhelm Arwe – Ruben Allinger, Ernst Karlberg.
Švýcarsko: René Savoie (2. Emil Filliol) – André Verdeil, Ernest Mottier – Donald Unger, Marius Jaccard, Walter von Siebenthal – Peter Müller, Fred Auckenthaler.
 Kanada –  Československo 30:0 (8:0, 14:0, 8:0)
28. ledna 1924 (15:00) – Chamonix (Stade Olympique)

Branky Kanady: 1:0 Harry Watson, 2:0 Albert McCaffrey, 3:0 Hooley Smith, 4:0 Harry Watson, 5:0 Hooley Smith, 6:0 Hooley Smith, 7:0 Harry Watson, 8:0 Harry Watson, 9:0 Beattie Ramsay, 10:0 Harry Watson, 11:0 Dunc Munro, 12:0 Cyril Slater, 13:0 Cyril Slater, 14:0 Hooley Smith, 15:0 Harold McMunn, 16:0 Harry Watson, 17:0 Harry Watson, 18:0 Albert McCaffrey, 19:0 Beattie Ramsay, 20:0 Harry Watson, 21:0 Harry Watson, 22:0 Harry Watson, 23:0 Harry Watson, 24:0 William Ramsay, 25:0 Dunc Munro, 26:0 Harry Watson, 27:0 Dunc Munro, 28:0 Harold McMunn, 29:0 Harold McMunn, 30:0 Albert McCaffrey.

Rozhodčí: Herbert Drury (USA) s asistencí Paula Loicqa (BEL) a Donalda Ungera (SUI) (brankový rozhodčí)
ČSR: Jaroslav Stránský – Jan Fleischmann, Otakar Vindyš – Josef Šroubek, Jaroslav Jirkovský, Josef Maleček – Miloslav Fleischmann.
Kanada: Jack Cameron – Dunc Munro, William Ramsay – Albert McCaffery, Hooley Smith, Harry Watson – Cyril Slater, Harold McMunn.
 Kanada –  Švédsko 	22:0 (5:0, 7:0, 10:0)
29. ledna 1924 (15:00) – Chamonix (Stade Olympique)

Branky Kanady: 1:0 Dunc Munro, 2:0 Hooley Smith, 3:0 Albert McCaffrey, 4:0 Albert McCaffrey, 5:0 William Ramsay, 6:0 Harry Watson, 7:0 Cyril Slater, 8:0 Albert McCaffrey, 9:0 Harry Watson, 10:0 Harry Watson, 11:0 William Ramsay, 12:0 William Ramsay, 13:0 Harry Watson, 14:0 Harry Watson, 15:0 William Ramsay, 16:0 Hooley Smith, 17:0 Hooley Smith, 18:0 Harry Watson, 19:0 Hooley Smith, 20:0 Dunc Munro, 21:0 Dunc Munro, 22:0 William Ramsay. 	

Rozhodčí: Frank Synott (USA)	
Kanada: Ernie Collett – Dunc Munro, William Ramsay – Albert McCaffery, Hooley Smith, Harry Watson – Cyril Slater, Harold McMunn.
Jack Cameron – Dunc Munro, William Ramsay – Albert McCaffery, Hooley Smith, Harry Watson – Cyril Slater, Harold McMunn.
Švédsko: Einar Olsson (21. – 30. Carl Josefsson) – Gustaf Johansson, Birger Holmqvist – Erik Burman, Nils Molander, Wilhelm Arwe – Helge Johansson, Ruben Allinger, Ernst Karlberg.
 Kanada –  Švýcarsko 33:0 (8:0, 11:0, 14:0)
30. ledna 1924 (9:30) – Chamonix (Stade Olympique)

Branky Kanady: 1:0 McCaffrey, 2:0 Watson, 3:0 Smith, 4:0 Watson, 5:0 Smith, 6:0 Munro, 7:0 McCaffrey, 8:0 Watson, 9:0 Munro, 10:0 Smith, 11:0 Watson, 12:0 Watson, 13:0 Watson, 14:0 McCaffrey, 15:0 Watson (Ramsay), 16:0 McCaffrey, 17:0 Watson, 18:0 Munro, 19:0 Smith, 20:0 Smith, 21:0 McCaffery, 22:0 Watson, 23:0 Smith, 24:0 Smith, 25:0 Watson, 26:0 Watson, 27:0 Munro, 28:0 Watson, 29:0 McCaffrey, 30:0 McMunn, 31:0 57. Slater, 32:0 Ramsay, 33:0 Munro. 

Rozhodčí: Josef Šroubek (TCH)
Kanada: Jack Cameron – Dunc Munro, William Ramsay – Albert McCaffery, Hooley Smith, Harry Watson – Cyril Slater, Harold McMunn.
Švýcarsko: René Savoie – André Verdeil, Ernest Mottier – Peter Müller, Walter von Siebenthal, Marius Jaccard – Fred Auckenthaler, Bruno Leuzinger.
 Československo –  Švédsko 3:9 (1:5, 1:1, 1:3)
31. ledna 1924 (14:30) – Chamonix (Stade Olympique)

Branky a nahrávky Československa: 1:0 2. Josef Maleček (Josef Šroubek), 2:5 22. Valentin Loos, 3:6 42. Josef Maleček.

Branky a nahrávky Švédska: 1:1 7. Gustaf Johansson (Birger Holmqvist), 1:2 10. Erik Burman, 1:3 10. Erik Burman (Birger Holmqvist), 1:4 11. Erik Burman, 1:5 21. Nils Molander (Birger Holmqvist), 2:6 Nils Molander (Wilhelm Arwe), 3:7 Wilhelm Arwe (Erik Burman), 3:8 Erik Burman, 3:9 Nils Molander.

Rozhodčí: Paul Loicq (BEL) s asistencí Bruno Leuzingera (SUI) a Freda Baudelina (BEL) (brankový rozhodčí)
ČSR: Jaroslav Stránský – Otakar Vindyš, Valentin Loos – Josef Šroubek, Josef Maleček, Jaroslav Jirkovský – Jan Palouš, Jan Krásl.
Švédsko: Einar Olsson – Gustaf Johansson, Birger Holmqvist – Erik Burman, Nils Molander, Wilhelm Arwe – Ruben Allinger, Helge Johansson, Ernst Karlberg.
 Československo –  Švýcarsko 	11:2 (4:0, 3:2, 4:0)
1. února 1924 (9:30) – Chamonix (Stade Olympique)

Branky a nahrávky Československa: 1:0 3. Josef Maleček (Josef Šroubek), 2:0 10. Jaroslav Jirkovský, 3:0 Josef Šroubek (Josef Maleček), 4:0 19. Valentin Loos, 5:0 27. Josef Maleček, 6:1 34. Josef Šroubek, 7:2 39. Josef Šroubek, 8:2 Valentin Loos (Josef Maleček), 9:2 Josef Maleček, 10:2 Valentin Loos (Josef Šroubek), 11:2 Josef Maleček.

Branky Švýcarska: 5:1 29. André Verdeil (Donald Unger), 6:2 35. Donald Unger.

Rozhodčí: George Clarkson (GBR) s asistencí Roberta George (FRA) a Erika Gustafssona (SWE) (brankový rozhodčí)

Vyloučení: Jaroslav Jirkovský, Jan Pallausch, Jaroslav Stránský (v brance Valentin Loos) všichni na 1 min.
ČSR: Jaroslav Stránský (Valentin Loos) – Valentin Loos, Otakar Vindyš – Josef Šroubek, Josef Maleček, Jaroslav Jirkovský – Jan Palouš, Miloslav Fleischmann.
Švýcarsko: René Savoie – André Verdeil, Ernest Mottier – Donald Unger, Marius Jaccard, Walter von Siebenthal – Peter Müller.

### Skupina B
|    |                | USA  | GBR                | FRA     | BEL    | V | R | P | Skóre | B |
| 1. | USA            |      | 11:0               | 22:0    | 19:0   | 3 | 0 | 0 | 52:0  | 6 |
| 2. | Velká Británie | 0:11 | Spojené království | 15:2    | 19:3   | 2 | 0 | 1 | 34:16 | 4 |
| 3. | Francie        | 0:22 | 2:15               | Francie | 7:5    | 1 | 0 | 2 | 9:42  | 2 |
| 4. | Belgie         | 0:19 | 3:19               | 5:7     | Belgie | 0 | 0 | 3 | 8:45  | 0 |

 USA –  Belgie 19:0 (8:0, 5:0, 6:0)
28. ledna 1924 (13:30) – Chamonix (Stade Olympique)

Branky USA: 6× Herbert Drury, 5× Willard Rice, 3× Francis Synott, 3× Justin McCarthy, 2× Clarence Abel.

Rozhodčí: Dunc Munro (CAN)
USA: Alphonse LaCroix (25. John Langley) – Irving W. Small, Clarence Abel – Willard Rice, Herbert Drury, Justin McCarthy – Francis Synott, John Lyons.
Belgie: Victor Verschueren – Philippe Van Volckxom, Gaston Van Volxem, Charles van den Driessche – Henri Louette, André Poplimont, Ferdinand Rudolph – Louis de Ridder.
 Velká Británie –  Francie 	15:2 (5:1, 3:1, 7:0)
29. ledna 1924 (10:30) – Chamonix (Stade Olympique)

Branky Velké Británie: 4× Ross Cuthbert, 4× Eric Carruthers, 3× Edward Pitblado, 2× Hamilton Jukes, 2× Colin Carruthers 

Branky Francie: Léonhard Quaglia, Albert Hassler

Rozhodčí: Beattie Ramsay (CAN)
Velká Británie: Lorne Carr-Harris – George Holmes, Edward Pitblado – Ross Cuthbert,Eric Carruthers, Colin Carruthers – Blaine Sexton.
Francie: Maurice Del Valle – Jacques Chaudron, André Charlet, Jacques Chaudron – Léonhard Quaglia, Albert Hassler, Alfred de Rauch – Raoul Couvert.
 Velká Británie –  Belgie 19:3 (8:1, 11:0, 14:0)
30. ledna 1924 (10:45) – Chamonix (Stade Olympique)

Branky Velké Británie: 6× Colin Carruthers, 5× Eric Carruthers, 3× Ross Cuthbert, 3× Blaine Sexton, George Holmes, Edward Pitblado

Branky Belgie: Gaston Van Volxem, Henri Louette, André Poplimont

Rozhodčí: Alfred de Rauch (FRA)
Velká Británie: Lorne Carr-Harris – George Holmes, Edward Pitblado – Ross Cuthbert , Eric Carruthers, Colin Carruthers – Blaine Sexton.
Belgie: Paul van den Broeck – Philippe Van Volckxom, Gaston Van Volxem, Charles van den Driessche – Henri Louette, André Poplimont, Louis de Ridder – François Franck.
 USA –  Francie 22:0 (12:0, 1:0, 9:0)
30. ledna 1924 (14:30) – Chamonix (Stade Olympique)

Branky USA: 6× Herbert Drury, 6× Clarence Abel, 5× Irving W. Small, 3× Willard Rice, Albert McCaffery, Francis Synott

Rozhodčí: Beattie Ramsay (CAN)
USA: Alphonse LaCroix – Irving W. Small, Clarence Abel – Willard Rice, Herbert Drury, Justin McCarthy – Francis Synott.
Francie: Charles Lavaivre (21. Maurice Del Valle) – Jacques Chaudron, André Charlet, Calixte Payot – Léonhard Quaglia, Albert Hassler, Alfred de Rauch – Jean-Joseph Monnard.
 USA –  Velká Británie 11:0 (6:0, 2:0, 3:0)
31. ledna 1924 (9:30) – Chamonix (Stade Olympique)

Branky a nahrávky USA: 1:0 Drury (Rice), 2:0 Small, 3:0 Rice (Drury), 4:0 Drury, 5:0 Abel, 6:0 Small, 7:0 Drury (McCarthy), 8:0 Rice (McCarthy), 9:0 McCarthy, 10:0 Synott, 11:0 Drury.	

Rozhodčí: Robert Lacroix (FRA)
USA: Alphonse LaCroix – Irving W. Small, Clarence Abel – Willard Rice, Herbert Drury, Justin McCarthy – Francis Synott, John Lyons.
Velká Británie: Lorne Carr-Harris – George Holmes, Edward Pitblado, George Clarkson – Blaine Sexton, Eric Carruthers, Colin Carruthers.
 Francie –  Belgie 	7:5 (3:3, 3:1, 1:1)
31. ledna 1924 (10:45) – Chamonix (Stade Olympique)

Branky Francie: 1:3 de Rauch, 2:3 Quaglia, 3:3 Quaglia, 4:3 de Rauch, 5:4 de Rauch, 6:4 Hassler, 7:5 de Rauch.

Branky Belgie: 0:1 Poplimont, 0:2 Louette, 0:3 Gaston Van Volxem, 4:4 Rudolph, 6:5 Louette.

Rozhodčí: Alphonse Lacroix (FRA)
Francie: Charles Lavaivre – Jacques Chaudron, Pierre Charpentier, André Charlet – Léonhard Quaglia, Albert Hassler, Alfred de Rauch – Philippe Payot.
Belgie: Victor Verschueren – Philippe Van Volckxom, Gaston Van Volxem – Henri Louette, André Poplimont, Louis de Ridder – Ferdinand Rudolph, François Franck.

### Finále
|    |                | CAN   | USA   | GBR                | SWE     | V | R | P | Skóre | B |
| 1. | Kanada         |       | 6:1   | 19:2               | 22:0*   | 3 | 0 | 0 | 47:3  | 6 |
| 2. | USA            | 1:6   |       | 11:0*              | 20:0    | 2 | 0 | 1 | 32:6  | 4 |
| 3. | Velká Británie | 2:19  | 0:11* | Spojené království | 4:3     | 1 | 0 | 2 | 6:33  | 2 |
| 4. | Švédsko        | 0:22* | 0:20  | 3:4                | Švédsko | 0 | 0 | 3 | 3:46  | 0 |

- s hvězdičkou = utkání započítané ze skupiny.

 Kanada	–  Velká Británie 	19:2 (6:2, 6:0, 7:0)
1. února 1924 (13:30) – Chamonix (Stade Olympique)

Branky Kanady: 1:0 Albert McCaffrey, 2:2 Harry Watson, 3:2 Hooley Smith, 4:2 Albert McCaffrey, 5:2 Harold McMunn, 6:2 Albert McCaffrey, 7:2 Hooley Smith, 8:2 Dunc Munro, 9:2 Dunc Munro, 10:2 Hooley Smith, 11:2 Dunc Munro, 12:2 Albert McCaffrey, 13:2 Hooley Smith, 14:2 Dunc Munro, 15:2 Harry Watson, 16:2 Albert McCaffrey, 17:2 Harry Watson, 18:2 Harold McMunn, 19:2 Cyril Slater – Carruthers. 	

Branky Velké Británie: 1:1 Colin Carruthers, 1:2 Colin Carruthers.

Rozhodčí: Alfred de Rauch (FRA)
Kanada: Jack Cameron – Dunc Munro, William Ramsay – Albert McCaffery, Hooley Smith, Harry Watson – Cyril Slater, Harold McMunn.
Velká Británie: Lorne Carr-Harris – George Holmes, Edward Pitblado, Hamilton Jukes, Ross Cuthbert – Blaine Sexton, Eric Carruthers, Colin Carruthers – George Clarkson.
 USA –  Švédsko 20:0 (5:0, 7:0, 8:0)
1. února 1924 (14:45) – Chamonix (Stade Olympique)

Branky USA: 1:0 Abel, 2:0McCarthy, 3:0 Small, 4:0 Rice, 5:0 Drury, 6:0 Abel, 7:0 Drury, 8:0 Drury, 9:0 Abel, 10:0 McCarthy, 11:0 Abel, 12:0 Rice, 13:0 Drury, 15:0 50. Synott, 16:0 McCarthy, 17:0 Abel, 18:0 Drury, 19:0 Rice, 20:0 Drury.

Rozhodčí: Paul Loicq (BEL)
USA: Alphonse LaCroix – Irving W. Small, Clarence Abel – Willard Rice, Herbert Drury, Justin McCarthy – Francis Synott.
Švédsko: Einar Olsson – Gustaf Johansson, Birger Holmqvist – Erik Burman, Nils Molander, Wilhelm Arwe – Ruben Allinger, Helge Johansson, Ernst Karlberg.
 Velká Británie –  Švédsko 4:3 (0:1, 2:2, 2:0)
2. února 1924 (14:30) – Chamonix (Stade Olympique)

Branky a nahrávky Velké Británie: 1:1 Eric Carruthers, 2:3 Eric Carruthers, 3:3 Cuthbert (Eric Carruthers), 4:3 Eric Carruthers. 

Branky a nahrávky Švédska: 0:1 Molander (Holmqvist), 1:2 Holmqvist (Molander), 1:3 Molander (G. Johansson).

Rozhodčí: Alfred de Rauch (FRA)
Velká Británie: William Anderson – George Holmes, Edward Pitblado, Hamilton Jukes – Ross Cuthbert, Eric Carruthers, Colin Carruthers – Blaine Sexton, George Clarkson.
Švédsko: Einar Olsson – Gustaf Johansson, Birger Holmqvist – Erik Burman, Nils Molander, Wilhelm Arwe – Ruben Allinger, Helge Johansson.
 Kanada –  USA 6:1 (2:1, 3:0, 1:0)
3. února 1924 (14:30) – Chamonix (Stade Olympique)

Branky Kanady: 1:0 Harry Watson, 2:0 Harry Watson, 3:1 Hooley Smith, 4:1 Albert McCaffrey, 5:1 Dunc Munro, 6:1 Harry Watson.

Branky USA: 2:1 Herbert Drury	

Rozhodčí: Paul Loicq (BEL)
Kanada: Jack Cameron – Dunc Munro, William Ramsay – Albert McCaffery, Hooley Smith, Harry Watson – Cyril Slater, Harold McMunn.
USA: Alphonse LaCroix – Irving W. Small, Clarence Abel – Willard Rice, Herbert Drury, Justin McCarthy – Francis Synott.

## Statistiky
| Poř. | Nejlepší střelci | Branky |
| ---- | ---------------- | ------ |
| 1.   | Harry Watson     | 36     |
| 2.   | Herbert Drury    | 22     |
| 3.   | Albert McCaffery | 20     |
| 4.   | Hooley Smith     | 18     |
| 5.   | Dunc Munro       | 16     |

### Soupiska Kanady
Kanada (Toronto Granites)

Brankáři: Jack Cameron, Ernie Collett.

Obránci: Dunc Munro, William Ramsay.

Útočníci: Harry Watson, Albert McCaffery, Hooley Smith, Harold McMunn, Cyril Slater.

Trenér: Frank Rankin.

### Soupiska USA
USA

Brankáři: Alphonse LaCroix, John Langley.

Obránci: Clarence Abel, Irving W. Small.

Útočníci: Herbert Drury, Willard Rice, Justin McCarthy, Francis Synott, John Lyons, George Geran – nenastoupil.

Trenér: William Haddock.

### Soupiska Velké Británie
Velká Británie 

Brankáři: William Anderson, Lorne Carr-Harris.

Obránci: Blaine Sexton, Edward Pitblado,Hamilton Jukes.

Útočníci: Colin Carruthers, Eric Carruthers, George Holmes, George Clarkson, Ross Cuthbert.

Trenér: George Elliot Clarkson.

### Soupiska Švédska
4.  Švédsko

Brankáři: Carl Josefsson, Einar Olsson.

Obránci: Birger Holmqvist, Gustaf Johansson.

Útočníci:Ruben Allinger, Wilhelm Arwe, Erik Burman, Helge Johansson, Ernst Karlberg, Nils Molander.

### Soupiska Československa
5.  Československo

Brankáři: Jaroslav Stránský, Jaroslav Řezáč – nenastoupil.

Obránci: Otakar Vindyš, Valentin Loos, Jaroslav Pušbauer – nenastoupil.

Útočníci: Jaroslav Jirkovský, Josef Šroubek, Josef Maleček, Miloslav Fleischmann, Jan Palouš, Jan Fleischmann, Jan Krásl, Ludvík Hofta – nenastoupil.

Vedoucí mužstva: Jaroslav Řezáč.

### Soupiska Francie
5.  Francie 
Brankáři: Maurice Del Valle, Charles Lavaivre.

Obránci: Pierre Charpentier, André Charlet, Jacques Chaudron, Calixte Payot.

Útočníci: Raoul Couvert, Albert Hassler, Jean-Joseph Monnard, Philippe Payot, Alfred de Rauch, Léonhard Quaglia (nenastoupili – Henri Couttet, E. Bouillin, Louis Brasseur, F. de Wilde, Hubert Grunwald, Gerard Simond).

### Soupiska Švýcarska
6.  Švýcarsko 

Brankář: René Savoie, Emil Filliol.

Obránci: Ernest Mottier, André Verdeil.

Útočníci: Bruno Leuzinger, Marius Jaccard, Walter von Siebenthal, Donald Unger,Fred Auckenthaler, Emile Jacquet, Peter Müller, (nenastoupili – Louis Dufour, Max Holzboer).

### Soupiska Belgie
6.  Belgie

Brankáři: Victor Verschueren, Paul van den Broeck.

Obránci: Gaston Van Volxem, Philippe Van Volckxom, Charles van den Driessche.

Útočníci: Henri Louette, Ferdinand Rudolph, André Poplimont, François Franck, Louis de Ridder (nenastoupili – J. Boset, L. Clement, F. de Craecker, L. de Crane, E. Kreitz, H. van Hinderdael).

## Konečné pořadí
| 2. | Mistrovství světa    | Z | V | R | P | Skóre | B  |
| -- | -------------------- | - | - | - | - | ----- | -- |
|    | Kanada (CAN)         | 5 | 5 | 0 | 0 | 110:3 | 10 |
|    | Spojené státy (USA)  | 5 | 4 | 0 | 1 | 73:6  | 8  |
|    | Velká Británie (GBR) | 5 | 3 | 0 | 2 | 40:38 | 6  |
| 4. | Švédsko              | 5 | 2 | 0 | 3 | 21:49 | 4  |
| 5. | ČSR                  | 3 | 1 | 0 | 2 | 14:41 | 2  |
| 5. | Francie              | 3 | 1 | 0 | 2 | 9:42  | 2  |
| 6. | Belgie               | 3 | 0 | 0 | 3 | 8:45  | 0  |
| 6. | Švýcarsko            | 3 | 0 | 0 | 3 | 2:53  | 0  |